# Comuna Ardino, Kărdjali
Ardino (în bulgară Ардино, în turcă Eğridere) este o comună în regiunea Kărdjali, Bulgaria, formată din orașul Ardino și 51 de sate. 

## Localități componente

### Orașe
- Ardino

### Sate
| - Ahreansko - Avramovo - Bașevo - Beal Izvor - Bistrogled - Bogatino - Borovița - Brezen - Cernigovo - Cervena Skala - Ciubrika - Deadovți - Dedino - Doiranți - Dolno Prahovo - Enovce - Glavnik | - Golobrad - Gorno Prahovo - Gărbiște - Hromița - Iabălkoveț - Iskra - Jăltușa - Kitnița - Kroiacevo - Latinka - Leniște - Levți - Liubino - Mak - Mlecino - Musevo - Padina | - Paspal - Pesnopoi - Pravdoliub - Ribarți - Rodopsko - Rusalsko - Sedlarți - Sinceț - Spoluka - Srănsko - Star Citak - Stoianovo - Suhovo - Svetulka - Temenuga - Tărna - Tărnoslivka |

## Demografie
Componența etnică a obștinei Ardino
     Bulgari (21,5%)
     Turci (56,9%)
     Nicio identificare (21,02%)
     Altele (1,54%)
La recensământul din 2011, populația comunei Ardino era de 11.572 locuitori. Din punct de vedere etnic, majoritatea locuitorilor (56,9%) erau turci, cu o minoritate de bulgari (21,5%). Pentru 21,02% din locuitori nu este cunoscută apartenența etnică.